# 2022年莫斯科集会
“为了一个没有纳粹主义的世界”（俄語：«Zа мир без нацизма»）是在2022年3月18日俄羅斯兼併克里米亞八週年之際，俄羅斯当局于莫斯科盧日尼基體育場舉行的一場政治集會和音樂會。
加拿大广播公司报道表示，俄羅斯總統弗拉基米爾·普京在集会中為俄羅斯入侵烏克蘭辯護，并承诺克里姆林宫的所有目标都将实现。《莫斯科時報》等媒體報導表示，参与集会的人员中含有有償參加或被迫參加的情况。另据OVD-Info统计，自俄羅斯入侵烏克蘭开始以来，俄罗斯当局因反战行动有关的拘留人数超过1.5万人。
此次集會的標語「為了一個沒有納粹主義的世界」（«Zа мир без нацизма»）、「為了總統」（«Zа Президента»）、「為了俄羅斯」（«Zа Россию»）被放置在會場和舞台上，其中俄文西里爾字母З被换成拉丁字母Z。

## 活动

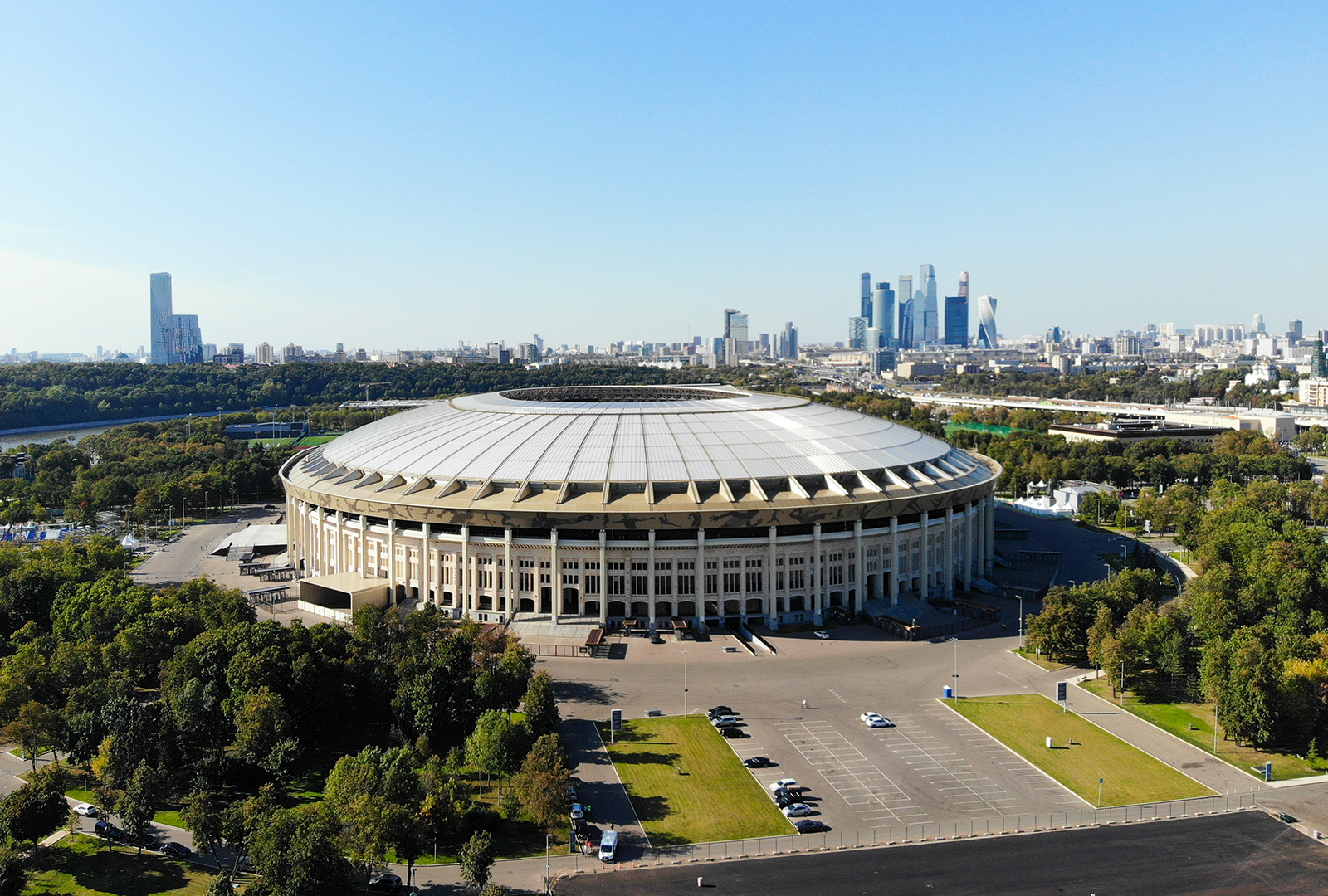
集会举办地卢日尼基体育场

集会在俄罗斯首都莫斯科卢日尼基体育场举行，会场与舞台设有“为了一个没有纳粹主义的世界”、“为了我们的总统”、“为了俄罗斯”等标语，其中西里尔字母“З”被拉丁字母“Z”代替。部分标语还出现了乔治丝带形状的Z，上附主题标签（我们不会放弃自己）。
据法新社报道，集会内容“极为反西方，充斥着怀念苏联时代的氛围”，强调爱国主义、英雄主义及对军队的支持。代表俄罗斯参加欧洲歌唱大赛的歌手波琳娜·加加林娜演唱自己为2015年电影《女狙击手》翻唱的歌曲《布谷鸟》。俄罗斯乐队柳拜乐队表演战时爱国主义歌曲。奥列格·加兹马诺夫表演歌曲《生于苏联》（«Рожденный в СССР»），其中开头歌词唱道：“乌克兰与克里米亚、白俄罗斯与摩尔多瓦，这是我的国家！哈萨克斯坦和高加索，还有波罗的海也是。”俄罗斯演员弗拉基米尔·马什科夫现场朗诵費奧多爾·秋切夫1867年5月创作的诗歌《被抛弃的工人们，你不用和他们讲道理......》今日俄罗斯电视台总编玛格丽塔·西蒙尼扬也在现场发言，称“我们的男孩正在对付混球”。莫斯科市长谢尔盖·谢苗诺维奇·索比亚宁感谢“拿起武器捍卫顿巴斯地区俄罗斯公民的人们......虽然半个世界团结起来反对，俄罗斯依然是一个强大的国家”。俄罗斯外交部发言人玛丽亚·扎哈罗娃称俄罗斯是“捍卫和平、对抗邪恶的国家和国度”。演讲者大多数佩戴Z字型乔治丝带，这些标志也出现在现场观众的标语牌里。
多位俄罗斯奥运选手在集会期间现身，当中不乏刚参加2022年北京冬奥会的运动员。现场奏唱俄罗斯国歌的时候，他们站在舞台上，暗示国歌因兴奋剂问题在之前三届奥运会上被禁。出席运动员包括越野滑雪运动员亚历山大·博利舒诺夫、花样滑冰运动员尼基塔·卡察拉波夫、弗拉基米尔·莫洛佐夫、维多利亚·西尼齐娜和叶夫根尼娅·塔拉索娃、艺术体操运动员迪娜·阿維林娜和艾莉娜·阿維林娜、游泳运动员叶夫根尼·雷洛夫。因在2022年体操世界杯多哈站上佩戴Z字贴纸而接受国际体操联合会纪律调查的运动员伊万·库利亚克也在现场，并佩戴一枚奥运会奖牌。
俄罗斯总统弗拉基米尔·普京在集会上讲话，是俄罗斯入侵乌克兰以来首次公开露面。演讲开头引述《俄罗斯联邦宪法》序言，向“克里米亚和塞瓦斯托波爾人民”表示祝贺，期盼他们可以愉快地度过克里米亚兼并周年纪念日。之后提到了两地的经济状况和基础设施，表示俄罗斯“应该将克里米亚拖离被羞辱的境地”，而不是向他们提供乌克兰“剩下的资金”。普京表示乌克兰正在“种族灭绝”顿巴斯人民，引用了《圣经》“约翰福音第15章”的“没有更大的爱”一词。最终，普京提到帝俄皇家海军上将費奧多爾·費奧多羅維奇·烏沙科夫2月24日生日，也就是2022年俄罗斯入侵乌克兰的那一天。由于技术问题，俄罗斯24未能播出部分讲话内容。

## 各方反应
在3月19日的一条视频中，乌克兰总统弗拉基米尔·泽连斯基提到这次集会：
俄罗斯出现了许多跟克里米亚被吞并周年纪念日有关的言论。当地举行了盛大的集会。我想说说其中一个细节：有报道指共有大约20万人参加了俄罗斯首都的集会，10万人在街上，9.5万在场内，人数大致上和入侵乌克兰的俄罗斯军人相当。试想一下莫斯科那个体育场里有1.4万具尸体和成千上万的伤残人员。这场入侵行动已经为非常多的俄罗斯人带来损失，而这就是战争的代价。不出三个礼拜，这场战争必将结束。
在讲话中，普京延续历任领导人使用宗教及历史建立俄罗斯民族主义身份的传统，多次提到《圣经》字句及俄罗斯的军事历史。坚定支持前美国总统唐納·川普的美国政治评论员肖恩·漢尼提认为普京似乎用集会引导“他内心的唐纳德·特朗普”，持自由主义立场的《赫芬顿邮报》认为集会“吓人”、“诡异”，普京“独裁者模式火力全开”。其他声音批评普京在会上穿着意大利奢侈品牌诺悠翩雅的派克大衣，价值1.3万美元。
俄罗斯以外的海外媒体纷纷指责参加集会的运动员。《泰晤士报》认为这些运动员“在支持战争的政治集会上被游行......在卢日尼基体育场为俄罗斯总统做暖场表演”。國際游泳聯合會以“让水上运动声名狼藉”为由调查雷洛夫，而雷洛夫也因为集会失去了与速比涛的代言合约，对方表示会把未给他的一部分代言费捐给联合国难民署。国际游泳联盟的标准能源游泳队宣布禁止雷洛夫及其他俄罗斯运动员与后勤团队参赛。雷洛夫随后宣布退出2022年世界游泳锦标赛，同时国际泳联宣布调查雷洛夫参加集会的行为是否违反有关规定。2022年4月20日，国际泳联作出裁定，禁止雷洛夫参加泳联举办或批准的所有赛事及活动（包括国际泳联游泳锦标赛赛季的所有国际比赛）。
在社交媒体发布集会图片的时候，部分运动员刻意抹去所佩戴的“Z”字标志。此举被解读成俄罗斯的年轻人普遍不支持战争。乌克兰奥运金牌选手奥列格·维尔尼亚耶夫批评伊万·库利亚克出席集会，并指出库利亚克未获得过奥运奖牌，而“任何职业运动员都不会佩戴别人的奖牌”。世界纪录保持者、乌克兰游泳运动员安德烈·戈沃罗夫称看到好朋友雷洛夫出席集会、戴着“Z”标志，感到“非常心碎”。乌克兰花样滑冰运动员奥莱克桑德拉·纳扎罗娃和马克西姆·尼基丁批评出席的花样滑冰运动员，称“不久前我们在这个艰难的奥运赛季上支持他们，如今他们竟然转过头来支持对抗我们和我们国家的战争”。
拉脱维亚宣布禁止参与集会的人入境。

## 后续集会
2023年2月10日，《RBK日报》宣布俄罗斯当局将在总统普京发表国情咨文的第二天，也就是2月22日，在卢日尼基体育场举行大型音乐政治集会，以纪念祖国保卫者日。